# Касаткина, Нина Сергеевна
Нина Сергеевна Касаткина (до 2022 — Шевелёва; род. 27 августа 2000, Новокузнецк, Кемеровская область) — российская волейболистка, нападающая-доигровщица.

## Биография
Начала заниматься волейболом в новокузнецкой ДЮСШ № 1 у тренера М. А. Бухтияровой. В 2014 году переехала в Череповец и на протяжении 7 лет выступала за команды местного ВК «Северянка». В 2022 заключила контракт с ВК «Тулица», выступающей в суперлиге чемпионата России. С 2024 один сезон отыграла в «Минчанке», после чего перешла в «Уралочку-НТМК».

### Клубная карьера
- 2015—2016 —  «Северянка»-3 (Череповец) — первая лига;
- 2016—2019 —  «Северянка»-2 (Череповец) — высшая лига «Б»;
- 2018—2022 —  «Северянка» (Череповец) — высшая лига «А»;
- 2022—2024 —  «Тулица» (Тула) — суперлига;
- 2024—2025 —  «Минчанка» (Минск) — суперлига;
- с 2025 —  «Уралочка-НТМК» (Свердловская область) — суперлига.

## Достижения
- двукратный победитель (2021, 2022) и серебряный призёр (2019) чемпионатов России среди команд высшей лиги «А».
- чемпионка Беларуси 2025.
- победитель розыгрыша Кубка Беларуси 2024.

## Личная жизнь
28 июня 2022 года в Череповце заключила брак с волейболистом Егором Касаткиным (род. 2002).